# Manufaktur der Träume

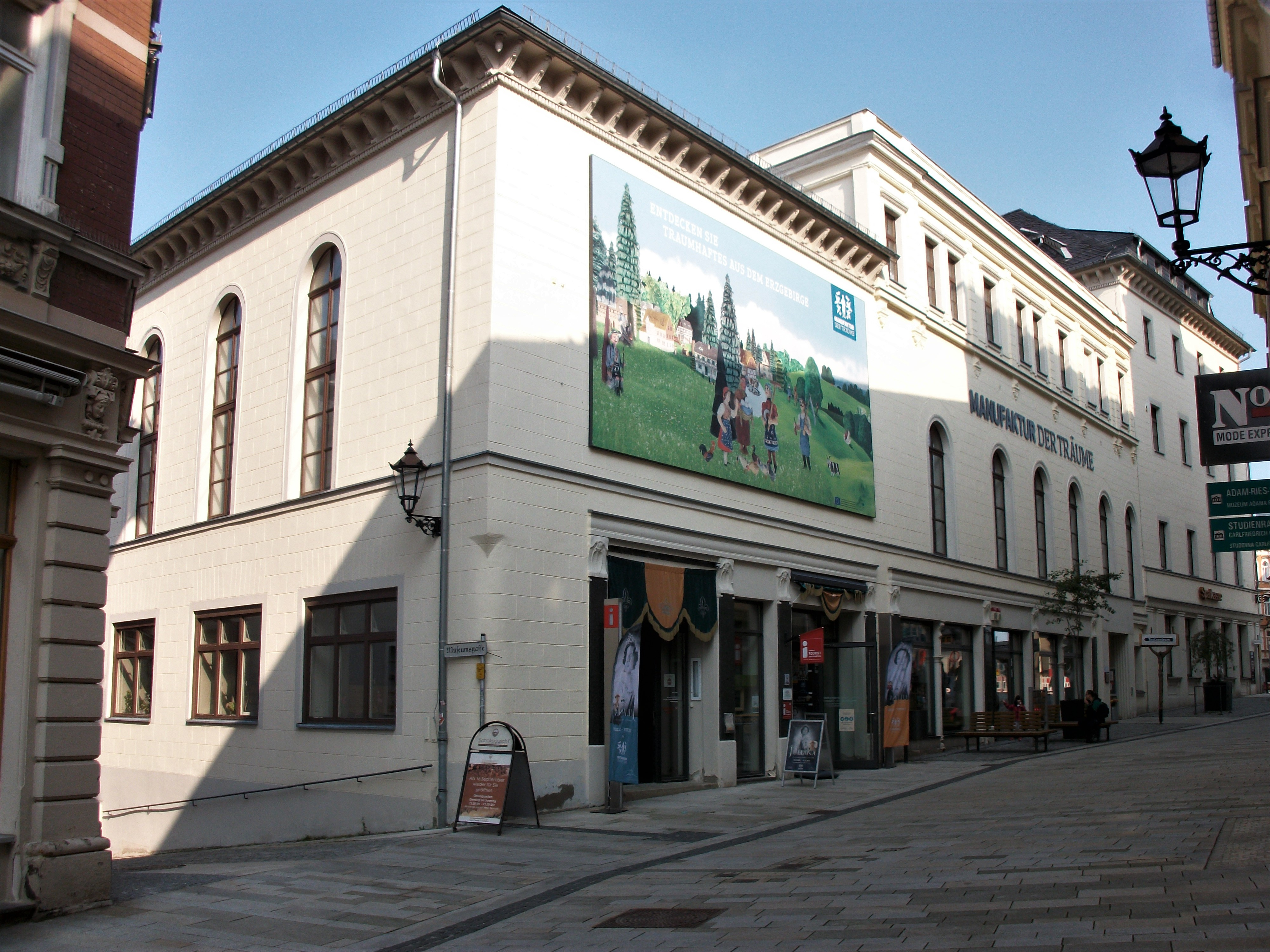
Außenansicht des Gebäudes

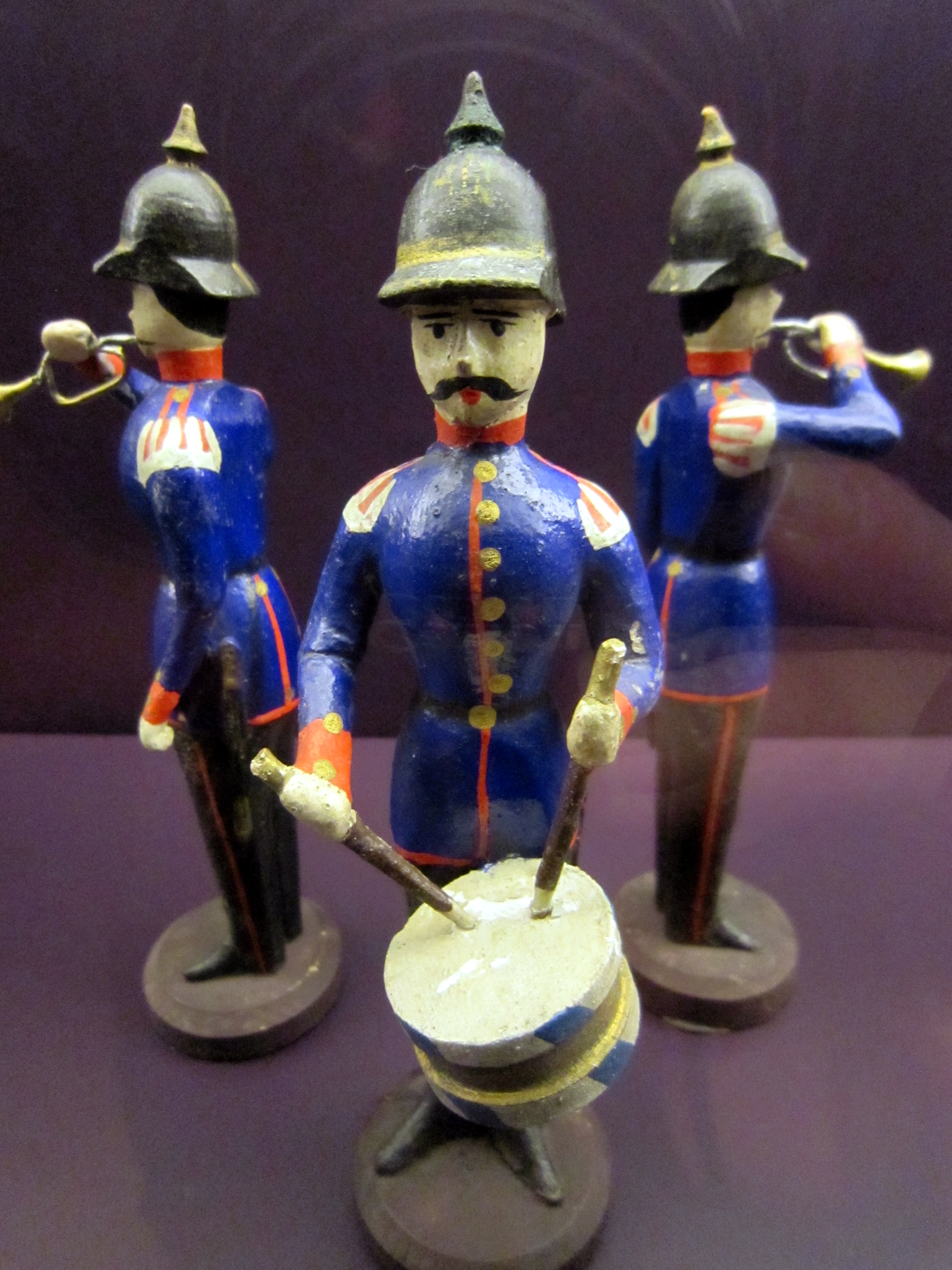

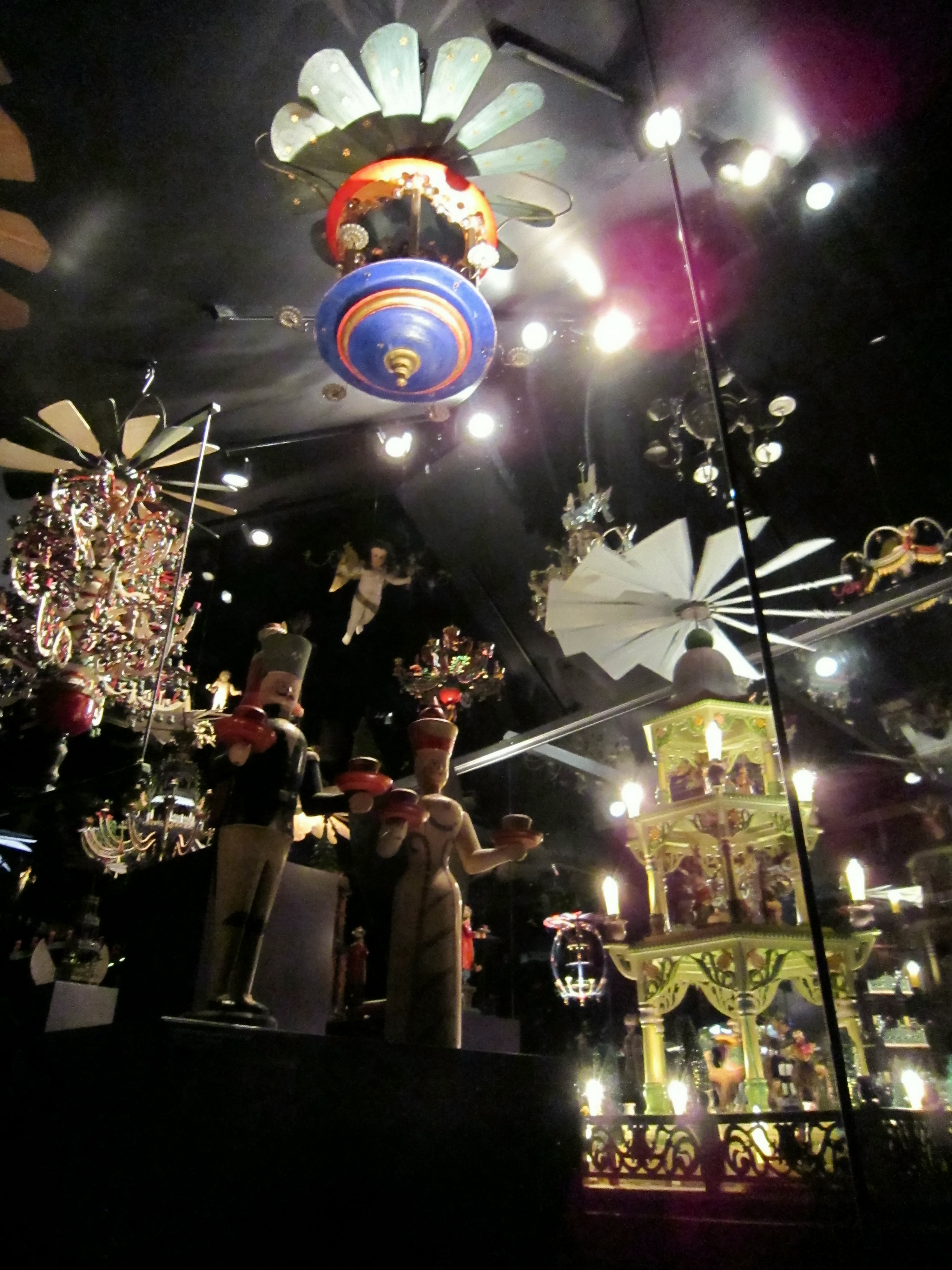

Die Manufaktur der Träume ist ein Erlebnismuseum in Annaberg-Buchholz. Es beherbergt auf 1100 Quadratmetern die Marie-Ströher-Gedächtnissammlung. Das Museum und die Ausstellung wurden am 29. Oktober 2010 der Öffentlichkeit übergeben. Die Sammlung umfasst Volkskunst aus einer Zeitspanne zwischen dem 18. Jahrhundert bis zur Gegenwart. Die meisten Exponate stammen aus der Zeit zwischen 1890 und 1930. Die Sammlung gilt als umfangreichste und bedeutendste Privatsammlung erzgebirgischer Volkskunst im deutschsprachigen Raum.

## Geschichte

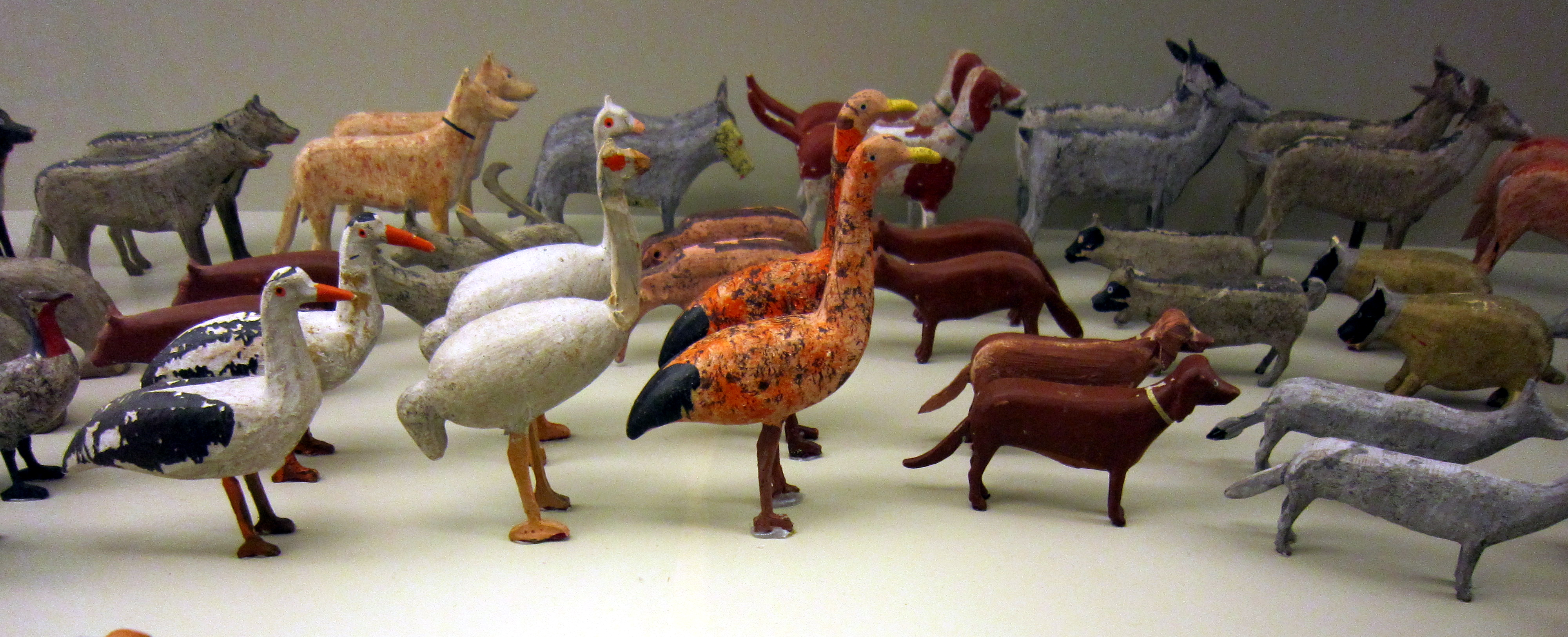

Nach einer zweijährigen Bauphase wurde die Manufaktur der Träume Ende Oktober 2010 am Annaberger Markt eröffnet. Das Museum zeigt die Volkskunstsammlung von Erika Pohl-Ströher, die dort für mindestens 25 Jahre zu sehen sein wird. Insgesamt kostete der Ausbau des Museums und der Ausstellung 7,5 Millionen Euro. Neben Fördermitteln der EU, des Landes Sachsen und der Stadt Annaberg-Buchholz steuerte auch die Leihgeberin einen nicht unerheblichen Betrag aus Privatmitteln bei. 5,5 Millionen Euro wurden verbaut, 2 Millionen Euro flossen in Konzeption, Aufbau und Gestaltung der Ausstellung. Zwei Drittel der kompletten Sammlung Pohl-Ströhers sind in Annaberg zu sehen, ein Drittel soll ab 2011 bis etwa 2015 in tschechischen Museen in Chomutov und Most zu sehen sein und vor allem böhmische Exponate beinhalten. Ursprünglich sollte die Ausstellung als Dauerleihgabe in Freiberg entstehen, wo Teile der Mineraliensammlung Pohl-Ströhers in der Ausstellung terra mineralia zu sehen sind. Dort scheiterte dies aber am Fehlen ausreichender finanzieller Mittel und eines geeigneten Objektes. Ein großer Teil der Sammlung lagerte bereits in Freiberg, als am 16. Mai 2006 die endgültige Absage an Freiberg durch Pohl-Ströhers Rechtsanwälte verkündet wurde.

### Entstehung und Aufbau der Ausstellung
2005: Der 9. Dezember 2005 und ein Gespräch zwischen Erika Pohl-Ströher und der Annaberger Oberbürgermeisterin Barbara Klepsch gelten als die Geburtsstunde der „Manufaktur der Träume“. Nach Freibergs Absage und der vergeblichen Suche nach einem erzgebirgischen Alternativort für die Dauerausstellung – Oberwiesenthal und Seiffen waren ins Auge gefasst – stieß die Sammlerin in Annaberg-Buchholz auf großes Interesse.
2006: Drei LKW-Ladungen der in Freiberg zwischengelagerten Sammlung wurden nach Annaberg-Buchholz gebracht. Beim Transport und der Entpackung gingen nicht wenige wertvolle Stücke kaputt, die mühevoll restauriert werden mussten. Die Erlangung von Fördergeldern von EU und Land gestaltete sich ebenfalls schwierig. Erika Pohl-Ströher steuerte eine beträchtliche Summe bei, damit auch die Stadt ihren Eigenanteil erbringen konnte.
2007: Die Stadt Annaberg-Buchholz erwarb das geschichtsträchtige, aber marode Gebäude des ehemaligen „Café Central“, gelegen zwischen dem Kulturhaus Erzhammer und dem Adam-Ries-Museum, aus Privatbesitz, um es zum Museum umzubauen.
2008: Der Baustart für das Museum erfolgte am 29. August 2008.
2009: Im April 2009 wurde der Richtkranz aufgesetzt und der Name „Manufaktur der Träume“ festgelegt.
2010: Knapp 1400 Exponate wurden Schritt für Schritt zwischen Mai und Oktober 2010 aufgebaut. Das erste Objekt war im Mai ein mechanischer Weihnachtsberg. Am 29. Oktober 2010 öffnete die „Manufaktur der Träume“.
2011: Im Dezember begrüßte die Manufaktur der Träume den 100.000. Besucher.

## Haus
Der Museumseingang befindet sich in der Fußgängerzone Buchholzer Straße, unweit des Marktes von Annaberg-Buchholz. Der Zugang zum Museum erfolgt über eine kleine Brücke, die vom ehemaligen Garderobenbereich des Kulturhauses Erzhammer über die Museumsgasse direkt in die Ausstellung im Objekt Museumsgasse 1 führt. Während der Blütezeit der Posamentenindustrie war das Haus ein beliebter Treffpunkt von Geschäftsleuten aus aller Welt. Das Erdgeschoss beherbergte das regional bekannte „Café Central“ (Café und Konditorei), welches von der Familie Schubert bis Anfang der 1990er Jahre betrieben wurde. Nach Umbau und Sanierung ist das Gebäude inzwischen – obwohl unscheinbar von außen – im Inneren ein architektonisch modernes Museum geworden. Das architektonische Konzept stammt von dem Berliner Architekten Götz Bellmann.

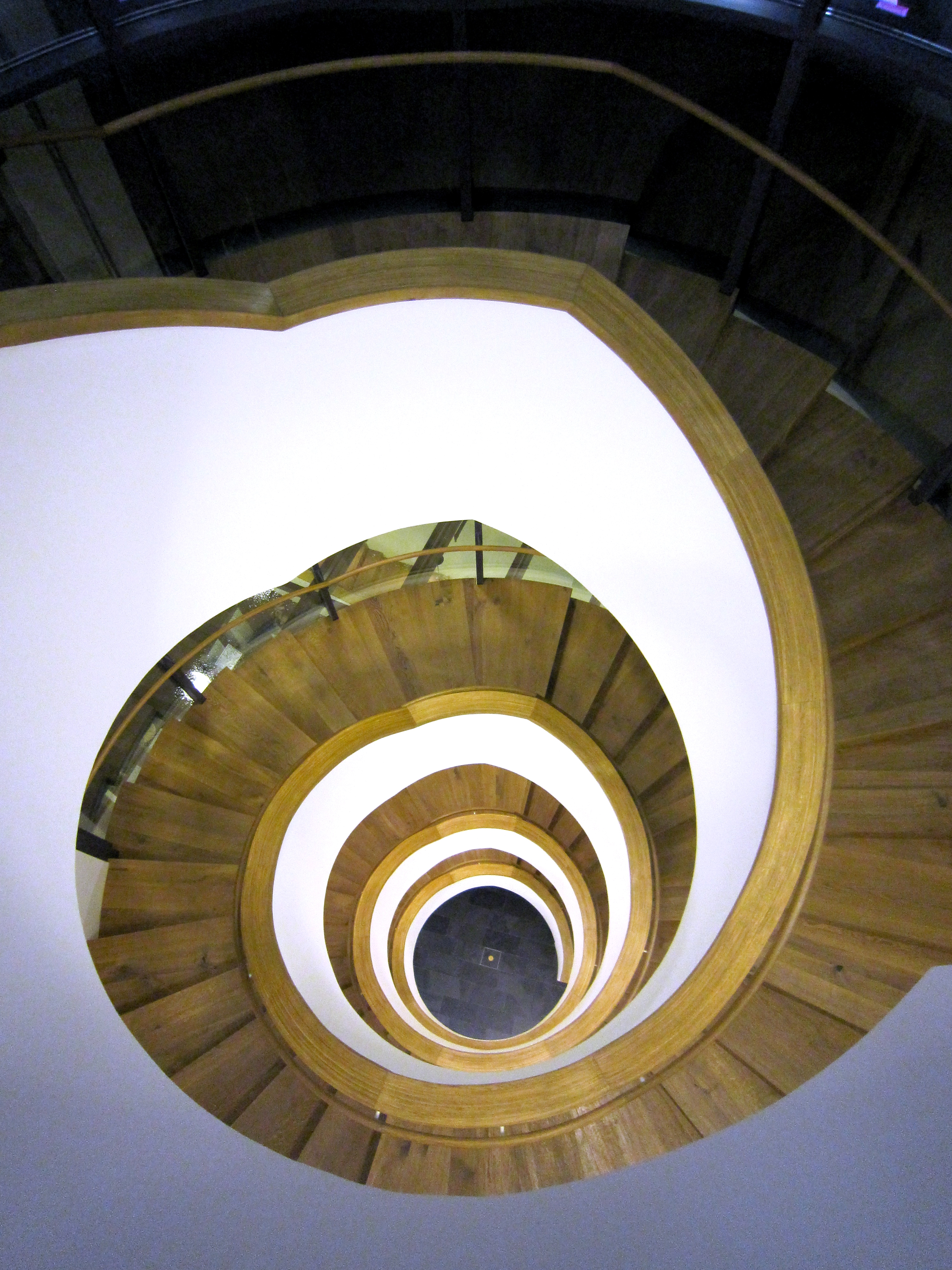
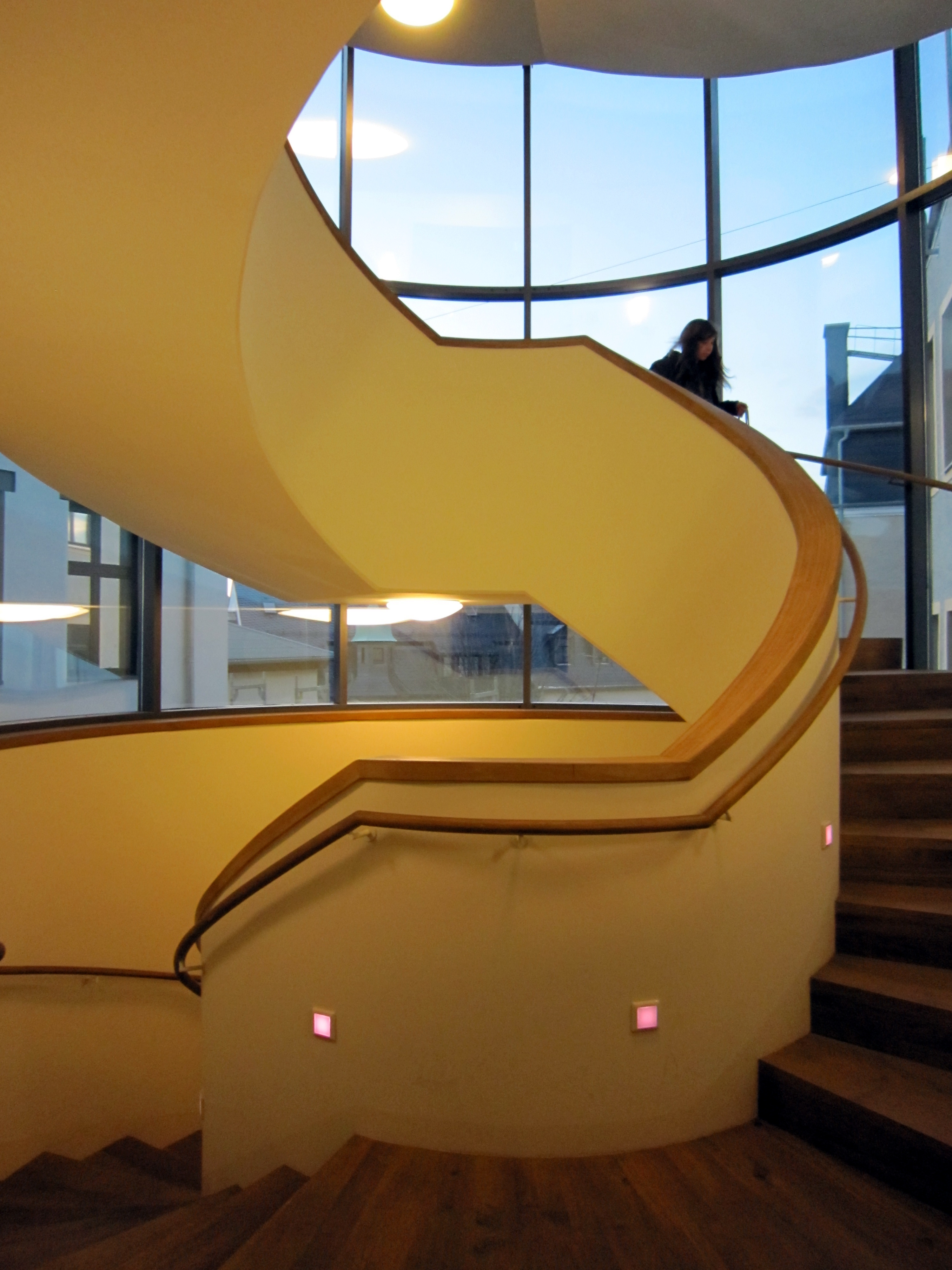

## Die Sammlerin
Die familiären Wurzeln von Erika Pohl-Ströher (1919–2016) liegen im Erzgebirge. Ihr Großvater, Franz Ströher, war ein aus Oberwiesenthal stammender Friseurmeister, aus dessen Firma in Rothenkirchen im Vogtland das Unternehmen Wella hervorging. Nach 1945 musste die Familie Ströher ihre erzgebirgisch-vogtländische Heimat verlassen. Von der Volkskunstsammlung der Großmutter blieb wenig erhalten. Ein Teil war bei Bombenangriffen verbrannt, weitere Stücke gingen nach 1945, als die Familie ihre Heimat verlassen musste, verloren. Der Rest bildete den Grundstock der heutigen Sammlung. Erika Pohl-Ströher lebte im schweizerischen Ferpicloz im Kanton Freiburg. 
Die Sammlung der „Manufaktur der Träume“ umfasst etwa 1500 historisch wertvolle Objekte der Volkskunst und des Kunsthandwerks. Viele von ihnen stammen aus dem sächsisch-böhmischen Erzgebirge. Sie reichen aber auch nach Thüringen und Bayern. Darunter sind verschiedene Pyramiden, Lichterfiguren, Krippen, Räuchermänner und Nussknacker zu sehen.

## Ausstellung
Die Sammlung erstreckt sich über drei Etagen. Jede Ausstellungs-Etage folgt einem Thema:

Sehen: Höhlenöffnungen mit Miniaturen
Machen: vor allem geschnitzte Exponate
Staunen: Engel, Pyramiden, Figuren...
Eine Vielfalt erzgebirgischer Figuren – von Engeln und Bergmännern über Nussknacker, Massefiguren und Deckenleuchter bis hin zu wunderbaren Spielsachen, Reifentieren und kleinen Holzfahrzeugen – entführt die Besucher ins Land der Träume. Reizvolle Inszenierungen lassen die Figuren Geschichten erzählen, die zum Sehen, Mitmachen und Staunen einladen. Die Besucher tauchen ein in faszinierende Welten, die farbenfrohe Szenen im Kopf entstehen lassen. Aktiv sein ist bei einem Ausstellungsbesuch ausdrücklich erwünscht – denn erst die Wirklichkeit lässt Träume lebendig werden.

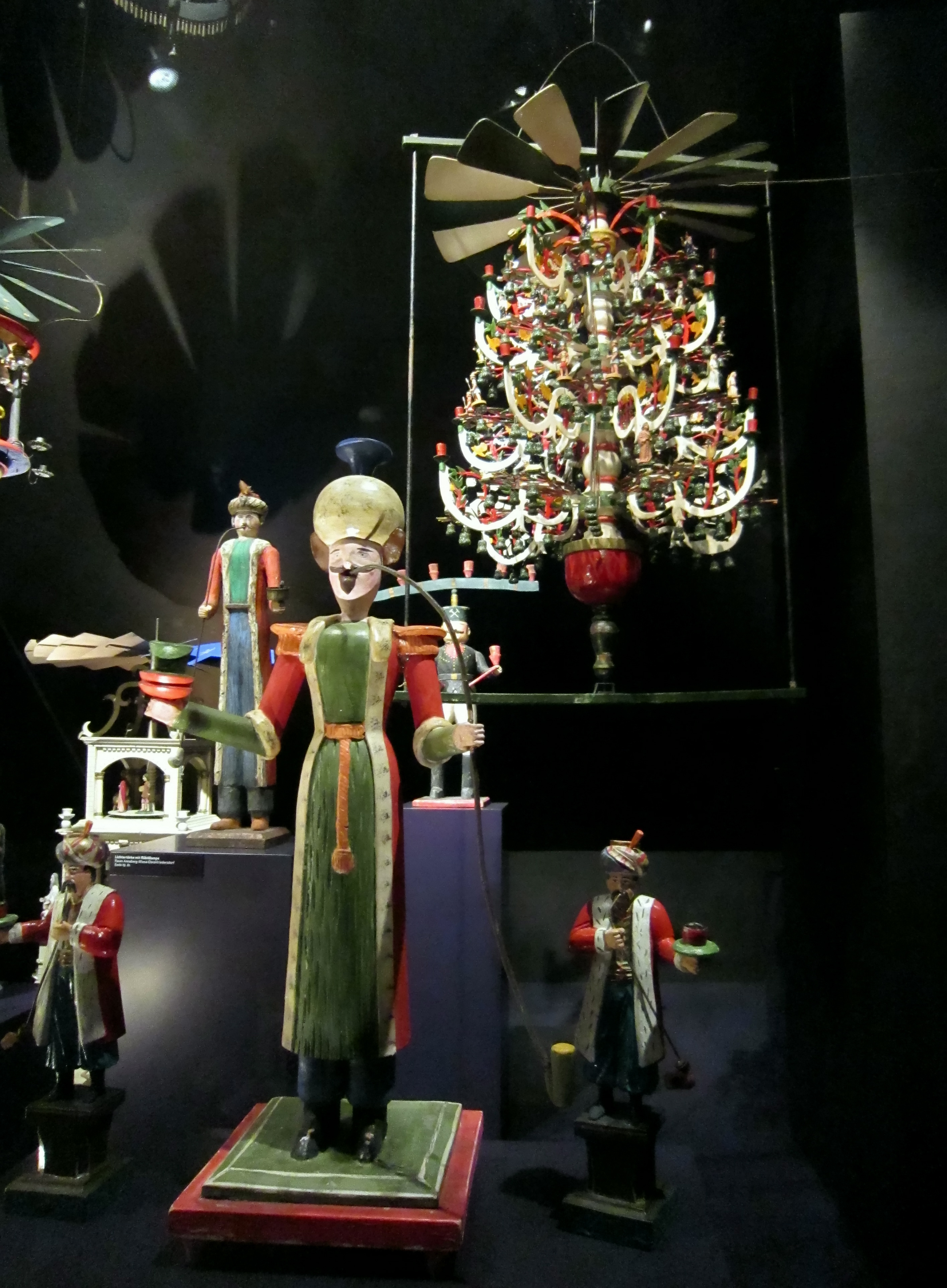
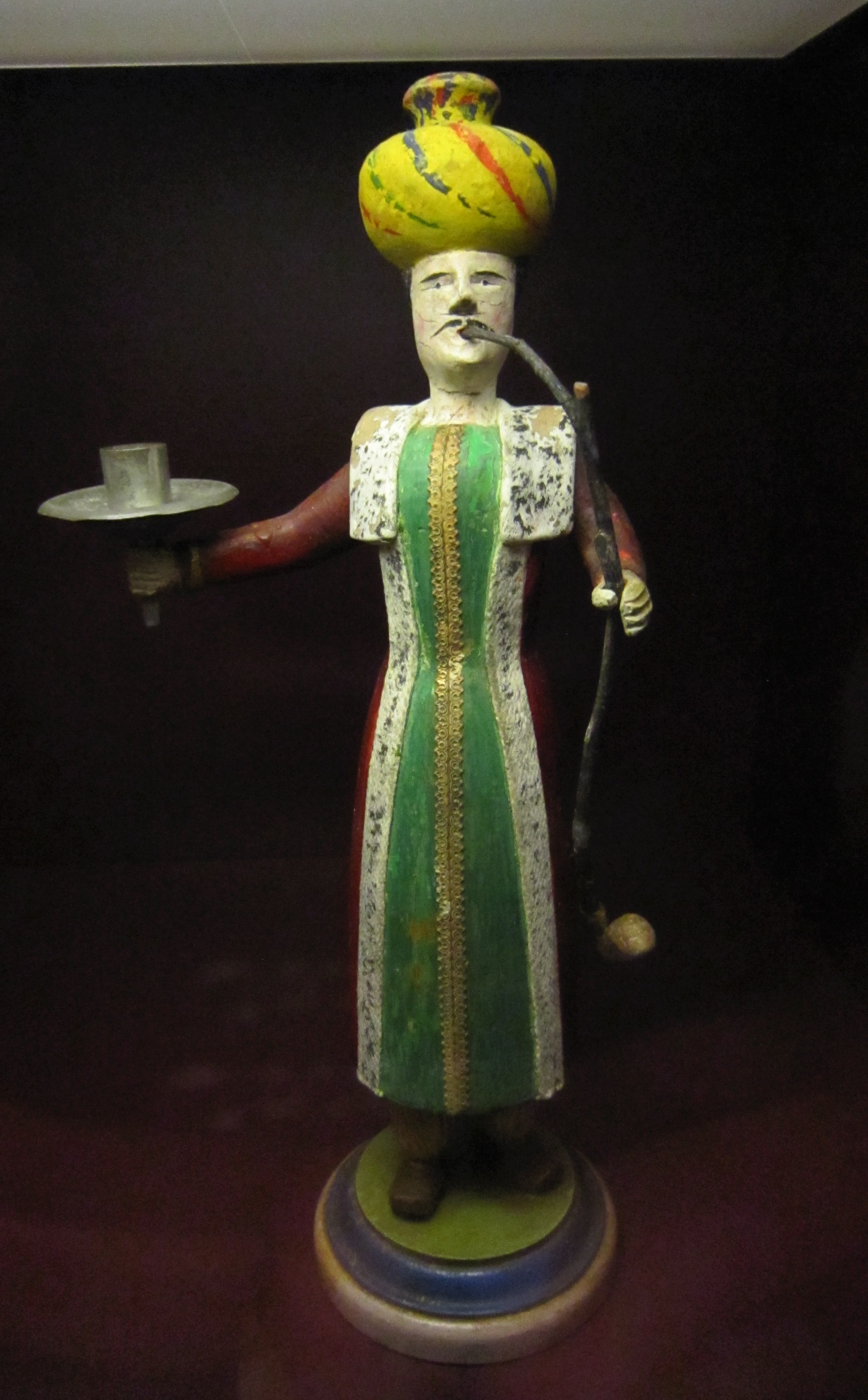
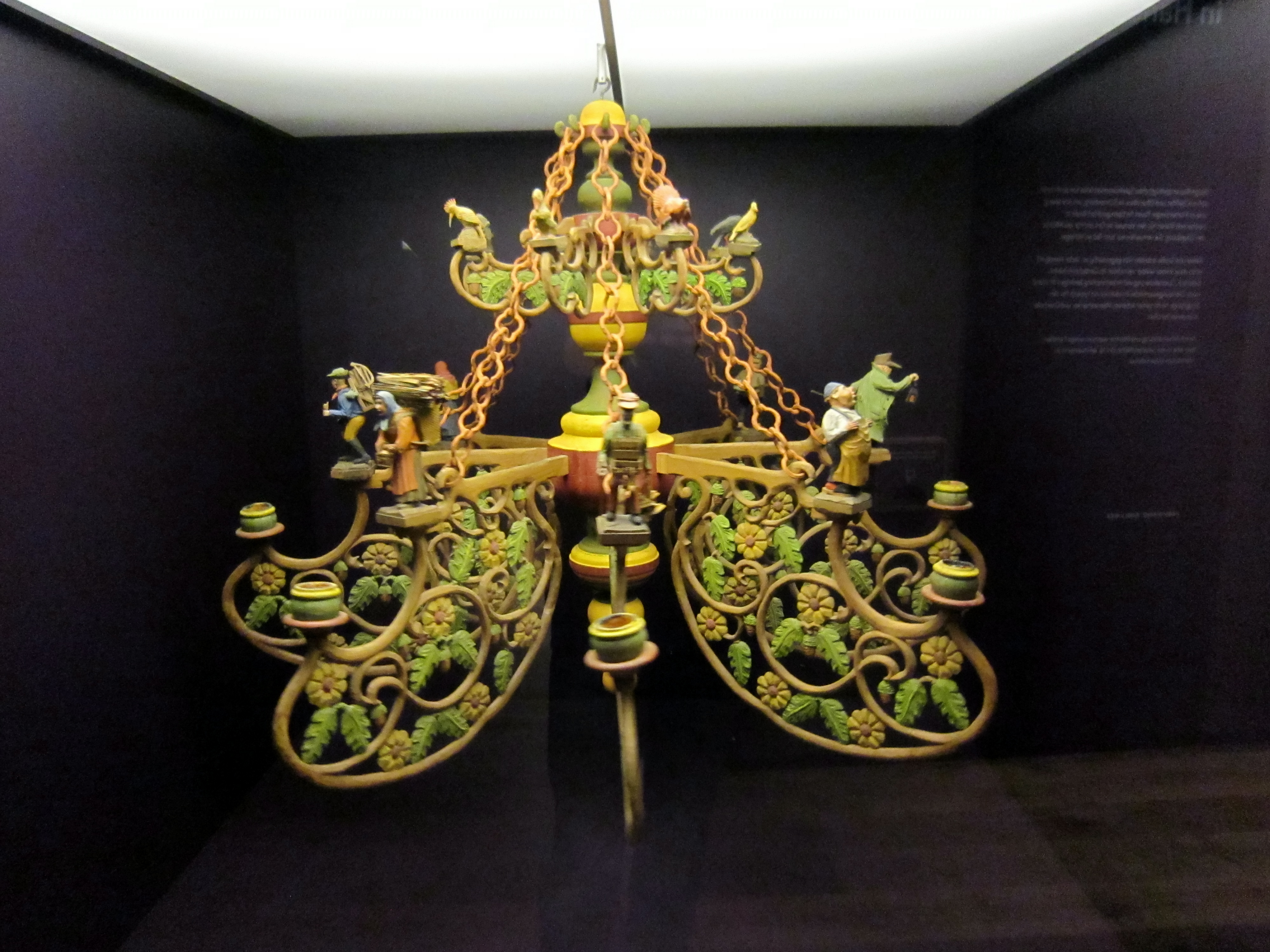
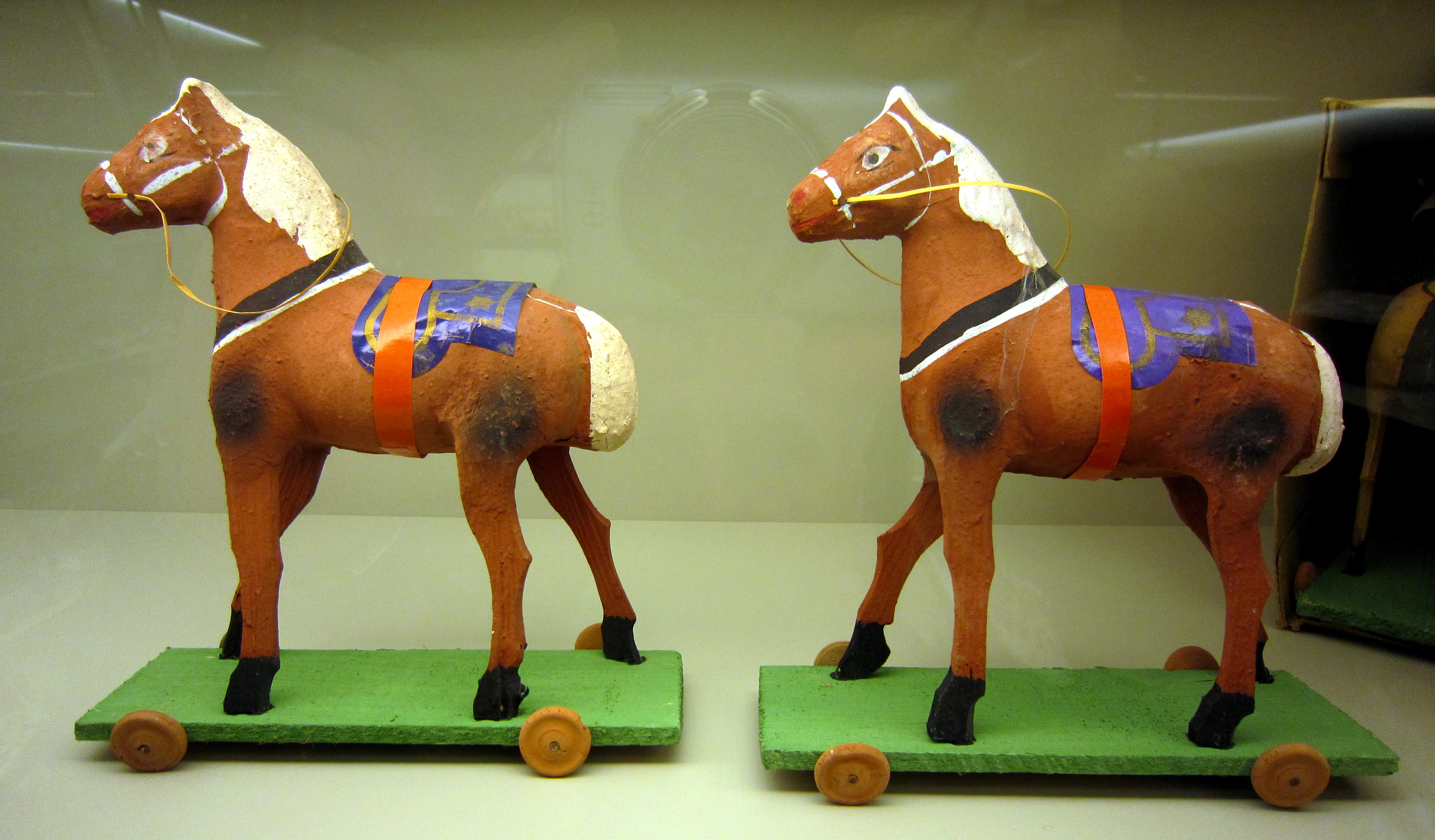
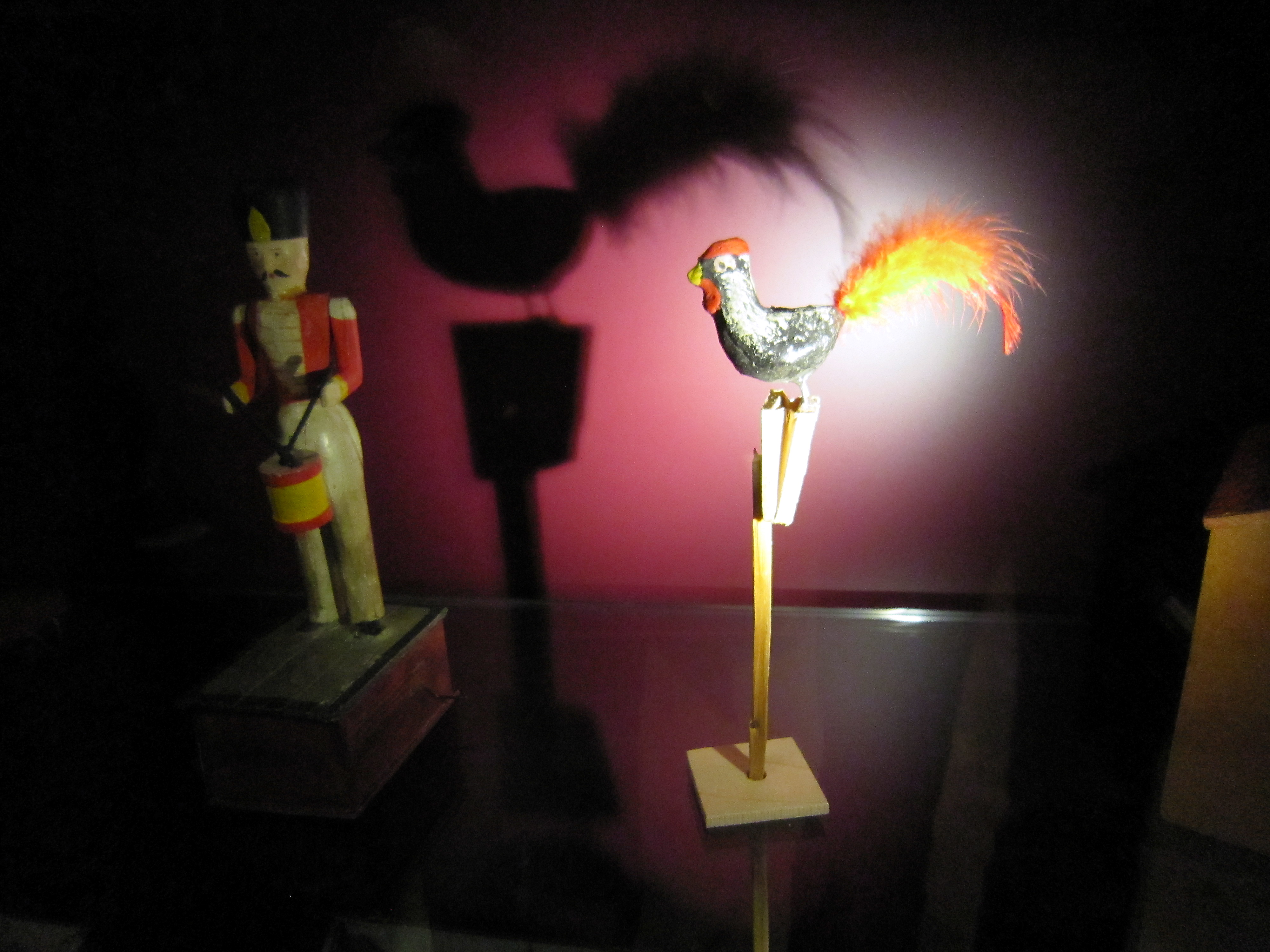
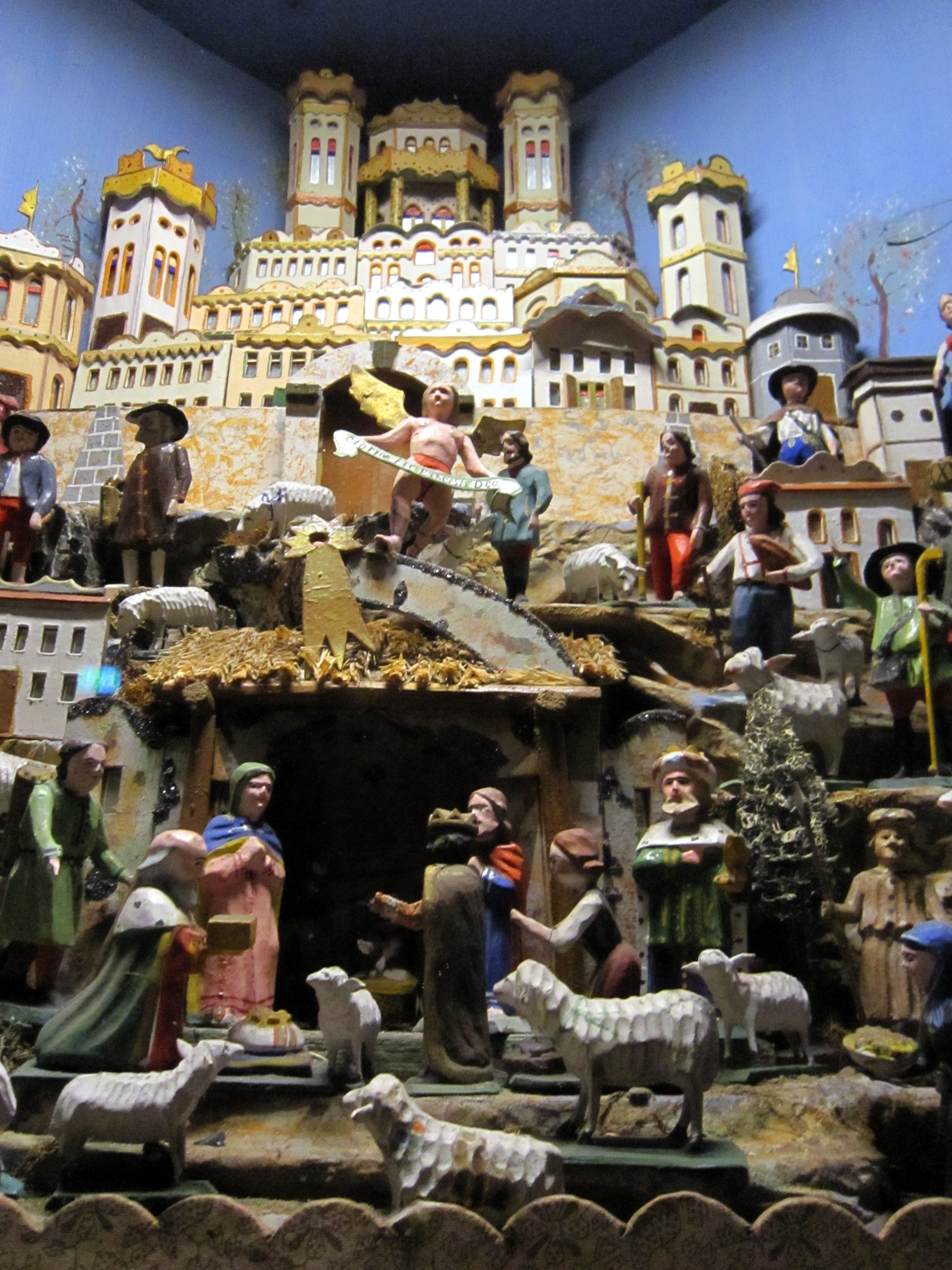
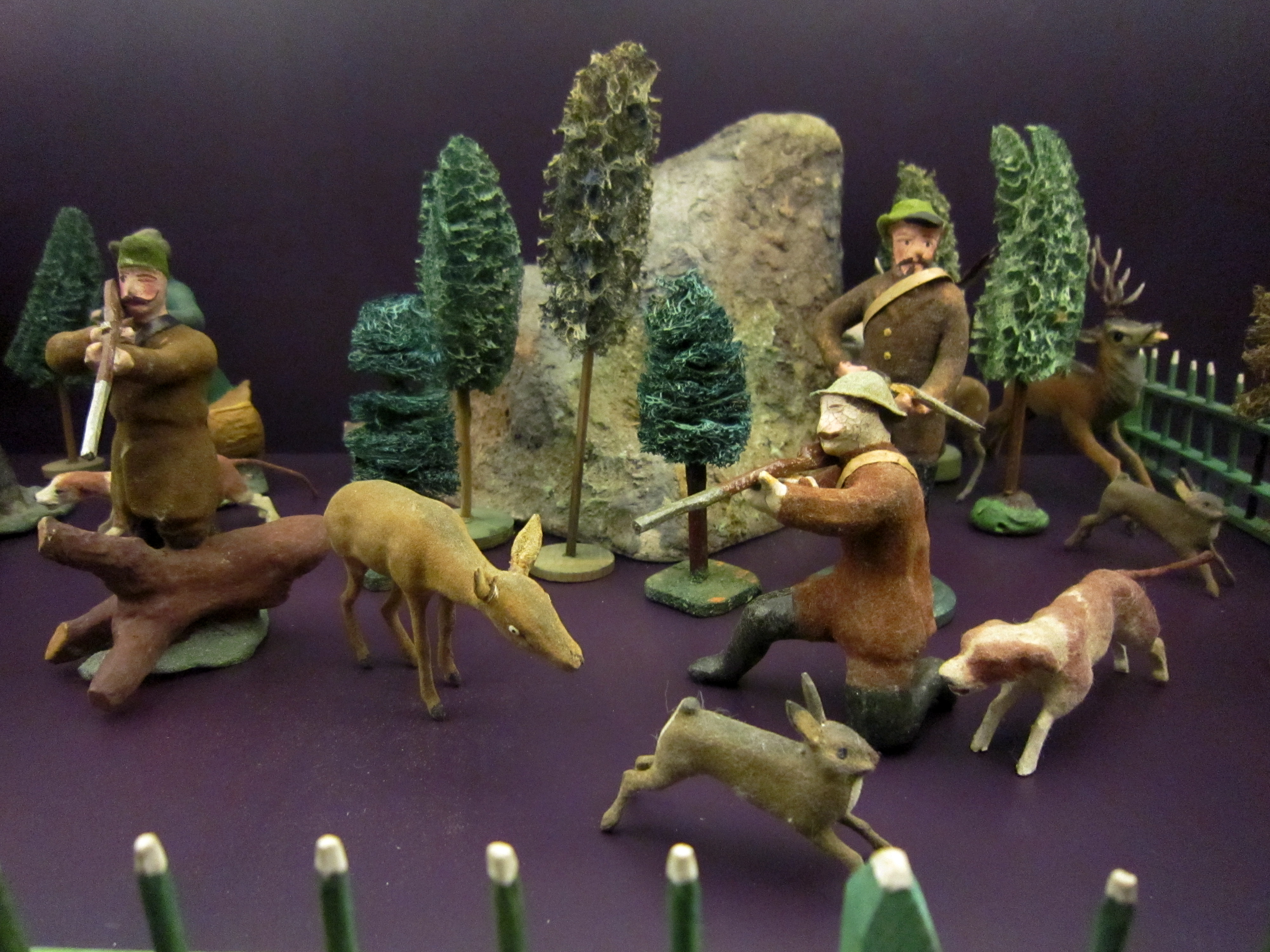
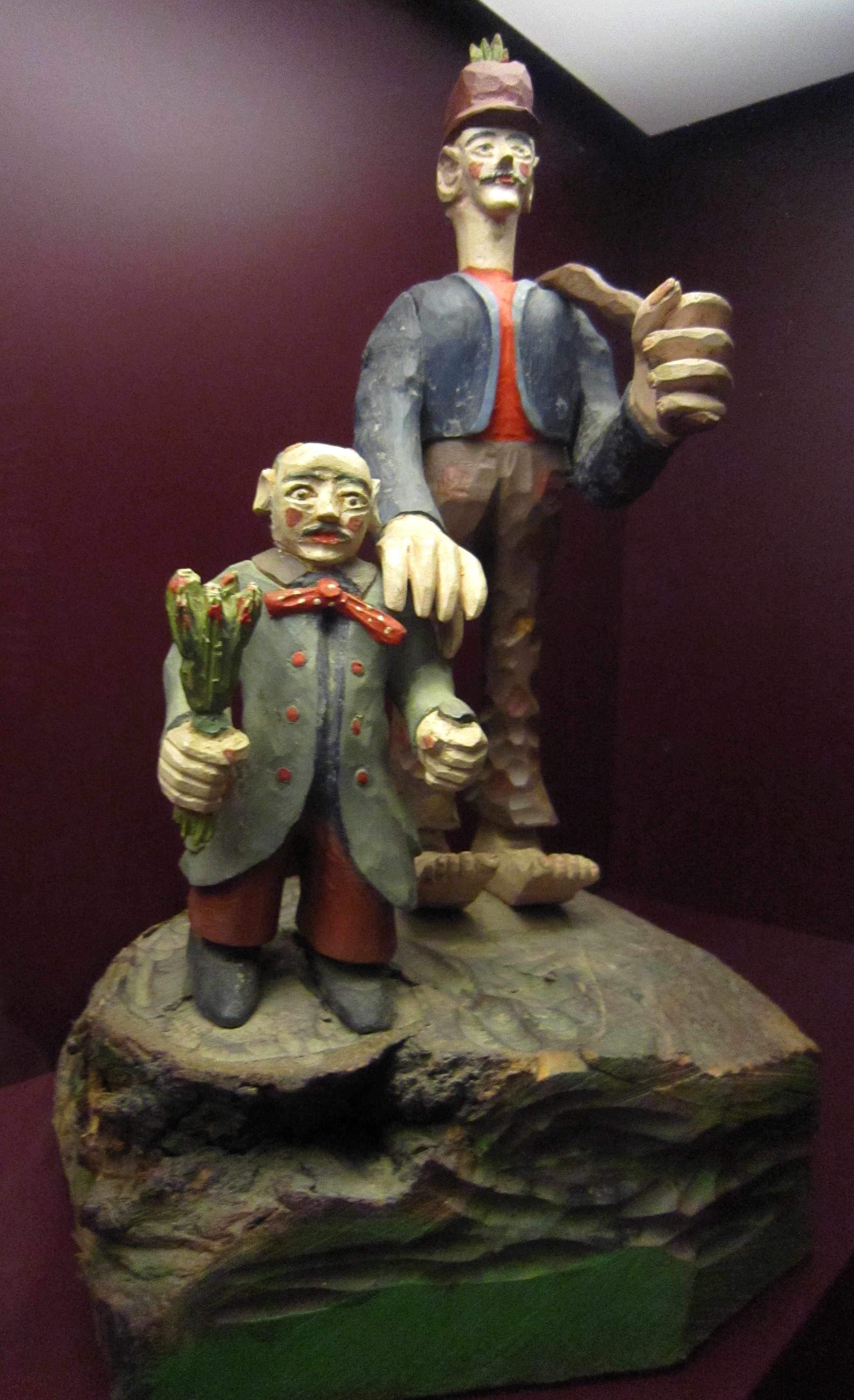
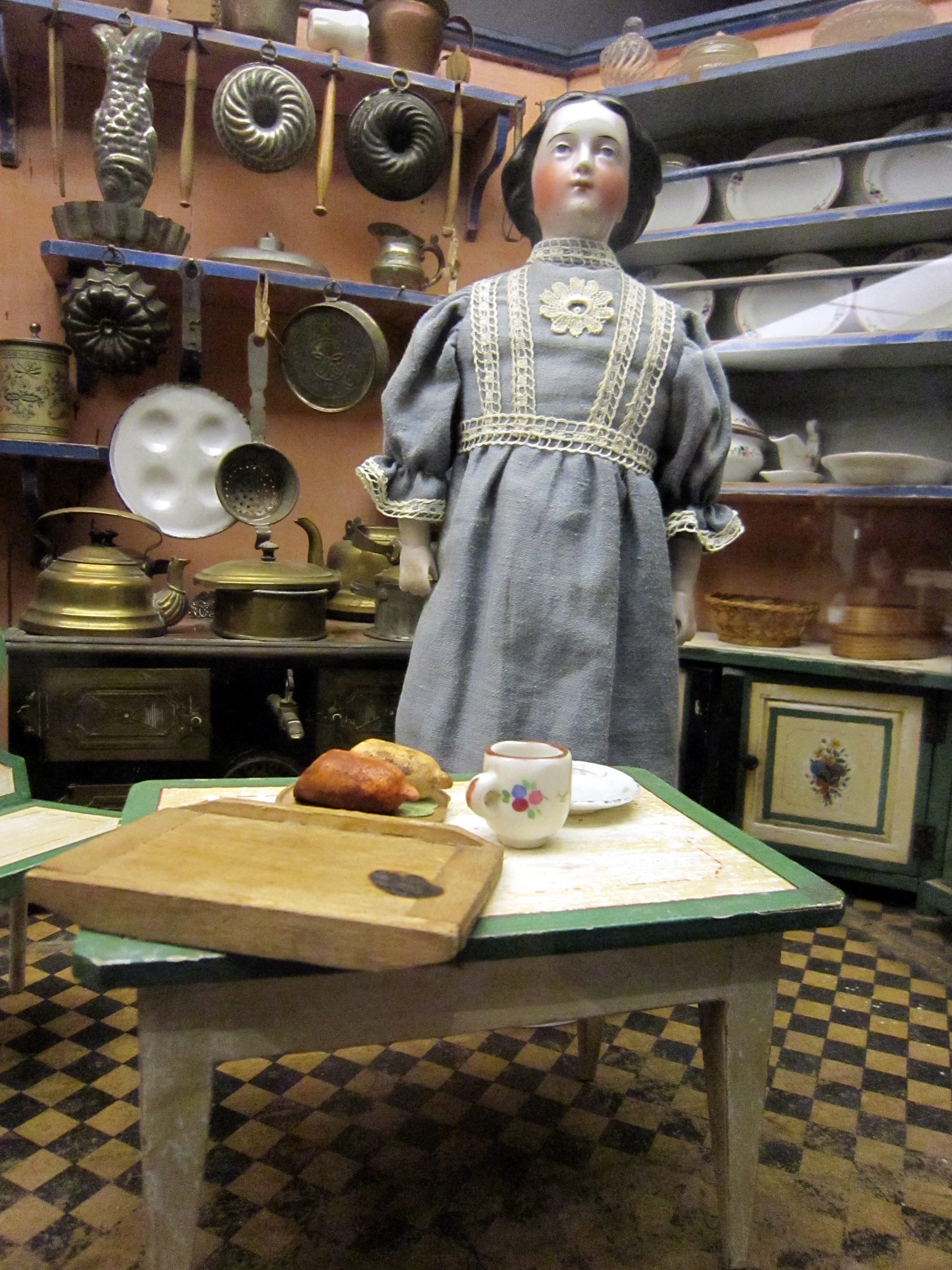
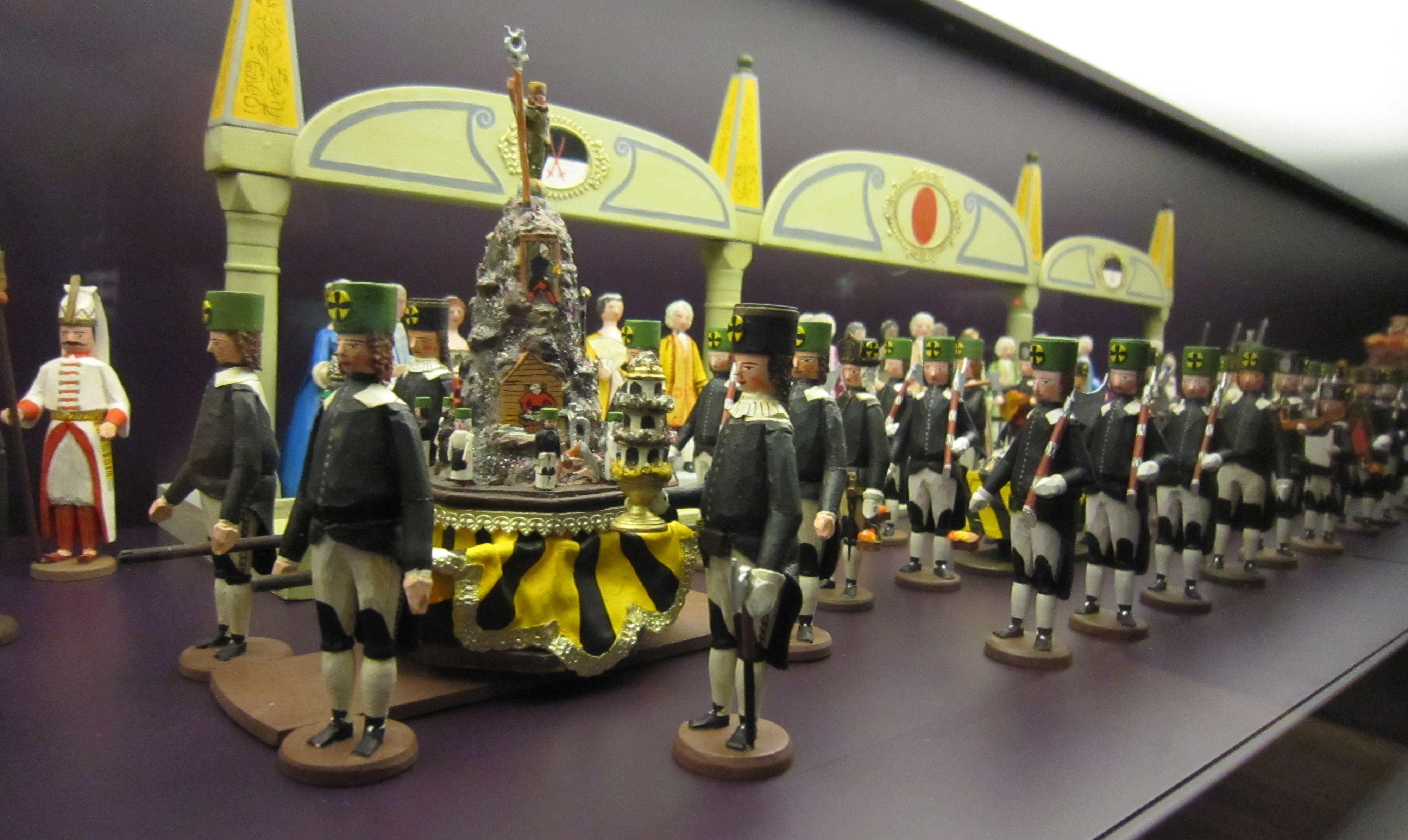